# Port Askaig
Port Askaig (Port Asgaig in lingua gaelica scozzese) è una località della Scozia, situata nell'area di consiglio di Argyll e Bute.